# Oscaecilia ochrocephala
La cecilia de cap groc (Oscaecilia ochrocephala) és un amfibi gimnofió de la família Caeciliidae, que es troba a la regió d'Urabá i àrees limítrofes del nord-occident de Colòmbia i el nord-orient de Panamà. El seu hàbitat són les terres baixes tropicals, sota boscos o plantacions.
Anteriorment es considerava a aquesta espècie com a part del gènere Caecilia, però en 1968 l'estudi de Thomas Taylor va descriure el gènere Oscaecilia i la va classificar dins d'ell.